# Sanjay et Craig
Sanjay et Craig est une série télévisée d'animation américaine en soixante épisodes de 22 minutes (114 segments) créée par Jim Dirschberger, Andreas Trolf, et Jay Howell, diffusée entre le 25 mai 2013 et le 29 juillet 2016 sur la chaîne Nickelodeon.
En France, la série est diffusée depuis le 1er février 2014 sur Nickelodeon ainsi que rediffusé sur Comedy Central, et sur France 4 dans l'emission Okoo depuis 2021 et au Québec à partir du 25 août 2014 sur Vrak.

## Synopsis
Sanjay est un jeune garçon indo-américain désirant adopter un animal. Il trouve Craig, un serpent qui parle. Ensemble, ils vont vivre plein d'aventures, notamment avec leurs amis Hector et Megan comme embêter leur voisin, M. Noodman ou aller au Frycade.

## Personnages
- Sanjay : protagoniste de la série et jeune garçon indo-américain de 12 ans, ayant comme meilleur ami Craig.
- Craig : protagoniste de la série, c'est un serpent vert anthropomorphe. Il déteste être traité comme un animal de compagnie. Il est secrètement amoureux de Darlène.
- Leslie Noodman : Leslie est le voisin de Sanjay et Craig. Il déteste les serpents et rafolle des myrtilles.
- Vijay : père de Sanjay. Il est indien et possède un petit commerce de quartier.
- Darlène : mère de Sanjay. Elle est américaine et travaille à l'hôpital.
- Belle : jeune fille qui travaille au Frycade. Sanjay est secrètement amoureux d'elle.
- Hector : ami de Sanjay et Craig. Il aime les loups et est assez dégoûtant. Il est secrètement amoureux de Megan
- Megan : amie de Sanjay et Craig. Elle est secrètement amoureuse de Sanjay.

## Production
Selon Jay Howell, l'un des créateurs de la série, l'idée vient d’un comics créé par lui et Dirschberger, dont le protagoniste était un charmeur de serpents. Dirschberger a ensuite remplacé le charmeur de serpents par un garçon de 12 ans. Howell a expliqué que l'humour vulgaire vient du fait que sa mère et celle de Dirschberger étaient infirmières et qu'« elles [leur] racontaient des histoires dégoûtantes à longueur d'années. » Parce qu'aucun des créateurs n'avait auparavant créé de série d'animation, Nickelodeon choisit Will McRobb et Chris Viscardi, les créateurs de The Adventures of Pete & Pete, comme producteurs exécutifs pour la série. Selon Howell, l'expérience de McRobb et Viscardi les a aidés à ajouter une « touche surréaliste » à Sanjay et Craig. Contrairement à la majorité des séries d'animation, Sanjay et Craig n'implique aucun script.

## Épisodes
La première saison est initialement diffusée aux États-Unis du 25 mai 2013 au 1er novembre 2013. En France, elle est diffusée depuis le 1er février 2014. Le 12 septembre 2013, la série est renouvelée pour une deuxième saison de vingt épisodes, diffusée depuis le 19 juillet 2014. Le 11 juin 2014, la série est une nouvelle fois renouvelée pour une troisième saison de vingt épisodes prévue pour le printemps 2015.
| Saison | Saison | Épisodes | États-Unis       | États-Unis      | France           | France          |
| Saison | Saison | Épisodes | Début            | Fin             | Début            | Fin             |
| ------ | ------ | -------- | ---------------- | --------------- | ---------------- | --------------- |
|        | 1      | 20       | 25 mai 2013      | 12 juillet 2014 | 1er février 2014 | 7 novembre 2014 |
|        | 2      | 20       | 19 juin 2014     | 9 octobre 2015  | 3 novembre 2014  | 23 octobre 2015 |
|        | 3      | 20       | 7 septembre 2015 | 29 juillet 2016 | 25 juillet 2016  | 29 avril 2017   |

## Distribution

### Voix originales
- Maulik Pancholy : Sanjay Patel
- Chris Hardwick : Craig
- Tony Hale : Leslie Noodman
- Linda Cardellini : Megan Sparkles et Mme Flanagan (1re voix)
- Matt Jones : Hector Flanagan
- Kunal Nayyar : Vijay Patel
- Grey DeLisle : Darlene Patel, Sandy Dickson, Scabs Dickson, Brenda Dickson, Debbie Jo Sparkles et Mme Flanagan (2e voix)
- Nika Futterman : Belle Pepper
- Frank Welker : Mlle Biscotte
- Nolan North : Bébé Richard Dickson, Ronnie Slithers, Mr. Flanagan, Chicken Chuck, Maximum Dennis et Lapin Câlinou
- Chris D'Elia : Remington Tufflips
- David Hornsby : Tyson
- Tania Gunadi : Sam
- Dolph Lundgren : lui-même
- John DiMaggio : Penny Pepper, le père de Noodman, le grand-père de Noodman
- Eliza Schneider : Grand-mère Wheezy
- Toby Huss : Larry le fermier
- Natasha Lyonne puis Pamela Adlon : Chido
- Janet Varney : Stasi
- Fred Tatasciore : Barfy, Sweet Cheeks
- Christopher Mintz-Plasse : Randy Noodman
- Thurop Van Orman (en) : Oncle Thurop
- Adam DeVine : Elmer Raskawitz Boosh
- Sam Lavagnino : Mr. Munchie
- Michael-Leon Wooley : Cool Bill

### Voix françaises (saisons 1 et 2)
- Paolo Domingo : Sanjay Patel
- Emmanuel Garijo : Craig et l'interprète du générique
- Stéphanie Lafforgue : Darlene Patel, Belle Pepper et Pizza
- Pierre-François Pistorio : Chicken Chuck, Tufflips et Père
- Michel Mella : Leslie Noodman, Vijay et Android Jim
- Barbara Beretta : Megan Sparkles et Sandy Dickson
- Antoine Schoumsky : Hector et Carlos Bandana

Version française enregistrée au studio Chinkel sous la Direction artistique de William Coryn, et d'après une adaptation des dialogues de ce dernier. Le mixage est assuré par Alice Desseauve.
 Source et légende : version française (VF) sur RS Doublage

### Voix françaises (saison 3)
- Gauthier de Fauconval : Sanjay Patel
- Sébastien Hébrant : Craig
- Jean-Paul Clerbois : Hector Flanagan
- Cécile Florin : Megan Sparkles
- Stany Mannaert : Tufflips
- Alessandro Bevilacqua : Vijay Patel
- Alexandre Dewez
- Robert Dubois
- Simon Duprez
- Alain Eloy : Scabs Dickson
- Pascal Gruselle : Penny Pepper
- Michel Hinderyckx
- Micheline Tziamalis : Darlene Patel
- Stéphane Vondenhoff
- Béatrice Wegnez : Susan Dickson

Version française enregistrée au studio Lylo (Belgique), sous la direction artistique de Robert Guilmard (dialogues) et Edwige Chandelier (chansons), d'après une adaptation des dialogues de Cécile Carpentier (dialogues) et Edwige Chandelier (chansons).

## Accueil
David Wiegand du San Francisco Chronicle explique que l'émission est « puérile, mais également intelligente et drôle. » Lui attribuant 3 étoiles sur 5, David Hinckley de New York Daily News explique que l'émission « ne se concentre pas sur ce que la plupart des gamins apprécient le plus. Comme des choses dégoutantes et un slapstick absurde qui vous auraient probablement déjà tué dans la vraie vie. » Marah Eakin de The A.V. Club attribue à deux épisodes une note de « A ». Le premier épisode attire 3,6 millions de téléspectateurs américains à sa première diffusion,.
Emily Ashby de Common Sense Media lui attribue deux étoiles sur cinq, expliquant « si vous cherchez une émission mélangeant comédie absurde et contenu substantiel, alors Sanjay et Craig ne vous conviendra pas. »